# غواصة يو-141
كانت الغواصة يو-141 واحدة من 329 غواصة خدمت في البحرية الإمبراطورية الألمانية خلال الحرب العالمية الأولى. 